# Micke Littwold
Nils Mikael "Micke" Larsson Littwold, född 14 mars 1965 i Enköping, är en svensk musiker, låtskrivare, musikproducent och musikpedagog. 
Micke Littwold studerade, efter Westerlundska gymnasiet i Enköping, till musiklärare och sångpedagog vid Kungliga musikhögskolan i Stockholm 1986–1991. Littwold har därefter verkat som musiker, låtskrivare och musikproducent, bland annat med "Stjärnorna", som med Roger Pontare och Marie Bergman vann Melodifestivalen 1994, och "Tårar från himlen" med Frank Ådahl i Melodifestivalen 1996. 
Han har skrivit låtar till och producerat svenska artister som Viktoria Tolstoy, Idolerna (Svenne Hedlund, Lennart Grahn, Tommy Blom och Lalla Hansson), Peter Stormare, Jimmy Jansson, Daniel Lindström, Kalle Moraeus och Charlotte Perrelli. Som musiker har han spelat med exempelvis Mats Ronander, Lasse Lindbom, Dan Hylander, Mikael Rickfors och Anne-Lie Rydé. 
Sedan 1991 har han parallellt varit utvecklare av estetiska programmet vid Tibble gymnasium i Täby. Han har där också varit kapellmästare och musikansvarig för musikalutbildningen och ett drygt tjugotal musikalproduktioner på Tibble teater, bland andra Rent, Chess, Legally Blonde och Jesus Christ Superstar. 2002–2009 undervisade han även i metodik och sång på Kungliga Musikhögskolan i Stockholm.
Hösten 2018 var han kapellmästare för den svenska originaluppsättningen av musikalen Broarna i Madison County på Maximteatern. 
År 2000 tilldelades han utmärkelsen "Årets låt på Svensktoppen" för "Här kommer kärleken" med Idolerna. 2011 fick han Täby kommuns kulturpris.